# Georges Leredu
Georges Leredu, né le 2 juin 1860 à Metz et mort le 23 juin 1943 à Paris, est un homme politique français de la IIIe République. Il est député de Seine-et-Oise de 1914 à 1927, puis sénateur de 1927 à 1936, et ministre de l’Hygiène, de l’Assistance et de la Prévoyance sociales.

## Biographie
Georges Jean Leredu naît le 2 juin 1860, à Metz, en Moselle. Après des études juridiques, il devient avocat. Georges Leredu est élu maire de Franconville-la-Garenne en 1908. Il reste maire jusqu'en 1919. En 1914, il se présente aux élections législatives. Élu député de Seine-et-Oise, il siège de 1914 à 1927. Il siège également comme sénateur jusqu’en 1936. Georges Leredu fut par ailleurs ministre de l’Hygiène, de l’Assistance et de la Prévoyance sociales, après avoir été secrétaire d’État des régions libérées d'Alsace-Moselle durant quelques mois, à partir du 20 février 1920, ainsi que ministre de la Santé.

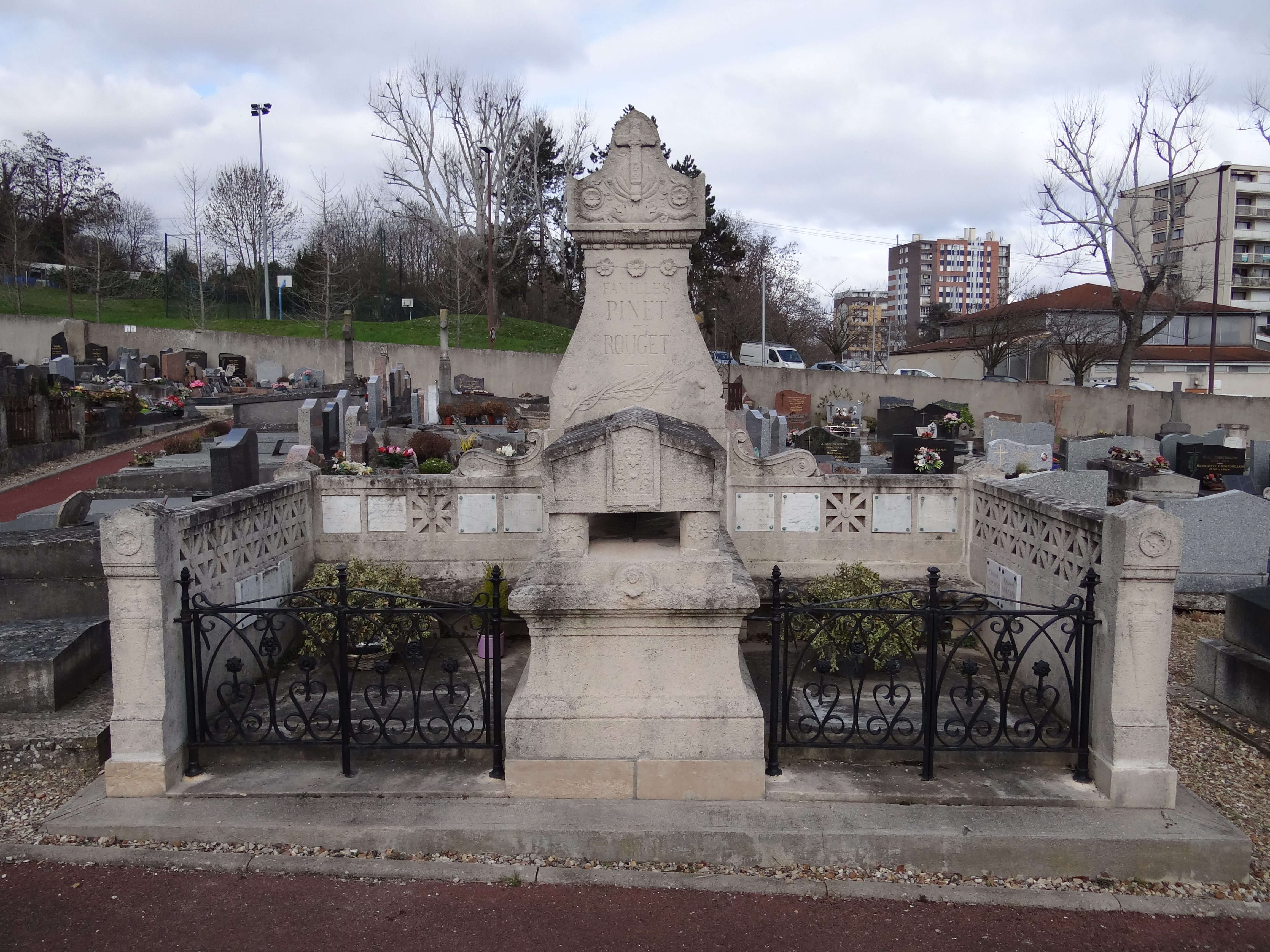
Le tombeau de Georges Leredu au cimetière ancien de Franconville (Val-d'Oise).

Georges Jean Leredu meurt le 23 juin 1943 à Paris. Il est inhumé dans le tombeau de sa belle-famille au cimetière ancien de Franconville dans le Val-d'Oise.

## Détail des mandats
- 10/05/1914 - 07/12/1919 : Seine-et-Oise - Fédération républicaine[1]
- 16/11/1919 - 31/05/1924 : Seine-et-Oise - Entente républicaine démocratique[1]
- 11/05/1924 - 09/01/1927 : Seine-et-Oise - Gauche républicaine démocratique[1]